# بلبل أسود الرأس
بلبل أسود الرأس (الاسم العلمي: Pycnonotus atriceps) (بالإنجليزية: Black-headed Bulbul)‏ هو نوع من الطيور يتبع جنس البلبل من فصيلة البلابل.